# Großer Preis von Spanien 1935

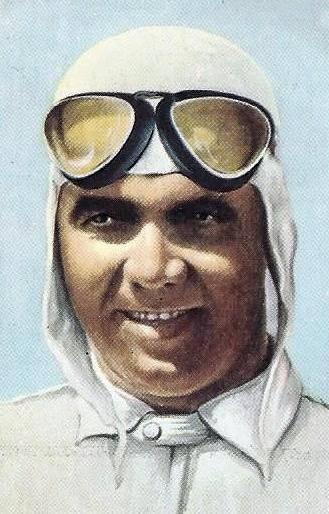
Rennsieger und Europameister 1935 Rudolf Caracciola

Der X. Große Preis von Spanien fand am 22. September 1935 auf dem Circuito Lasarte bei San Sebastián statt. Als Grande Épreuve zählte er zur Grand-Prix-Europameisterschaft 1935 und wurde nach den Bestimmungen der Internationalen Grand-Prix-Formel (Rennwagen bis maximal 750 kg Leergewicht; 85 cm Mindestbreite; Renndistanz mindestens 500 km) über 30 Runden à 17,315 km ausgetragen, was einer Gesamtdistanz von 519,5 km entsprach.
Sieger wurde Rudolf Caracciola auf einem Mercedes-Benz W 25, der sich damit auch den Europameistertitel sicherte.

## Rennen
Der letzte Internationale Grand Prix der Saison 1935 war der einzige, der noch auf einem klassischen Straßenrundkurs ausgetragen wurde. Die 17 km lange Strecke von Lasarte war seit 1923 in Verwendung und dem „künstlich“ angelegten Nürburgring nicht unähnlich, so dass nach Tazio Nuvolaris Erfolg auf Alfa Romeo beim Großen Preis von Deutschland und der zuletzt stark ansteigenden Form von Hans Stuck auf Auto Union ein weiterer Sieg für Mercedes-Benz keineswegs sicher schien, obwohl Rudolf Caracciola, Luigi Fagioli und Manfred von Brauchitsch die Saison ansonsten völlig dominiert hatten.
Obendrein verfügte Nuvolari nun auch in Spanien über das neue Grand-Prix-Modell Alfa Romeo Tipo C – bzw. Alfa Romeo 8C-35, wie er bald hauptsächlich genannt wurde – das im Großen Preis von Italien bereits ein durchaus vielversprechendes Debüt gezeigt hatte. Nuvolaris Teamkollege Louis Chiron, der zum ersten Mal seit seinem Unfall beim Großen Preis der Schweiz wieder ein Rennen bestritt, musste dagegen weiter mit einem der älteren Alfa Romeo Tipo B vorlieb nehmen. Bei Maserati waren dagegen nach dem Monza-Unfall weder Philippe Étancelin noch der neue Maserati V8-RI einsatzfähig waren. Mit von der Partie war dafür wieder einmal Bugatti, deren zwei Bugatti Type 59 für Jean-Pierre Wimille und Robert Benoist, die jedoch schon recht veraltet wirkten. Schließlich waren es dann die Auto-Union-Rennwagen, die mit Achille Varzi, Hans Stuck und Bernd Rosemeyer am Steuer das Geschehen klar bestimmten.
Der Sieg in der Europameisterschaft war dagegen Mercedes bereits vor dem Rennen schon nicht mehr zu nehmen und Rudolf Caracciola musste als Führender in der Wertung lediglich auf über 50 % der Renndistanz kommen, um sich den Titel vor seinem Stallgefährten Luigi Fagioli endgültig zu sichern.
Obwohl bei diesem Rennen die Startaufstellung noch nicht anhand der im Trainingszeiten bestimmt wurde, profitierte das Auto-Union-Team wie zum Ausgleich vom Losglück und besetzte drei Startplätze unter den ersten fünf. Nach dem Start ging das Trio Hans Stuck, Bernd Rosemeyer und Achille Varzi sogar mit einer Dreifachführung in die erste Runde, gefolgt von Fagioli auf Mercedes-Benz und Nuvolari auf Alfa Romeo. Noch in der ersten Runde wurde Varzi aber von einem hochgeschleuderten Stein im Gesicht getroffen und musste zwecks medizinischer Versorgung die Boxen aufsuchen, wo er sein Auto für einige Runden an den Reservefahrer Paul Pietsch übergab. Diese Begebenheit hatte eine besondere Pikanterie, hatte sich Pietsch doch erst kurz zuvor von seiner Frau Ilse scheiden lassen, weil diese während der Saison eine Liaison mit dem Italiener eingegangen war.
Kurz darauf kam auch Rosemeyer zu einem Reparaturstopp herein, weil auch ihm ein Stein die Windschutzscheibe seines Rennwagens zertrümmert hatte, so dass mittlerweile Mercedes-Benz mit Fagioli und Caracciola bereits die Positionen zwei und drei belegte. Dahinter behauptete sich erstaunlicherweise Wimille auf dem altertümlich anmutenden Bugatti auf Rang vier vor dem dritten Mercedes mit von Brauchitsch im Cockpit, während die Hoffnungen bei Alfa Romeo mit dem Ausfall Nuvolaris in der achten Runde praktisch schon zum Erliegen gekommen waren.
Und noch war die Auto-Union-Misere auch nicht beendet, denn ab der zehnten Runde verlor Stuck zusehends an Boden auf seine beiden Verfolger, die in der Zwischenzeit die Positionen getauscht hatten. Noch vor den zur Halbzeit des Rennens fälligen Boxenstopps musste er mit Kupplungsdefekt ganz die Segel streichen, so dass das Rennen damit praktisch entschieden war. Trotz seines sensationellen dritten Platzes war Wimille mit über einer Minute Rückstand keine wirklich ernsthafte Bedrohung für die beiden Silberpfeile an der Spitze und schließlich musste er sich in der 21. Runde doch noch dem Angriff von Brauchitschs beugen, so dass Mercedes am Ende sogar zu einem Dreifacherfolg kam.

## Ergebnisse

### Meldeliste
| Team                       | Nr. | Fahrer                  | Info  | Chassis              | Motor                                   | Reifen |
| -------------------------- | --- | ----------------------- | ----- | -------------------- | --------------------------------------- | ------ |
| Automobiles Ettore Bugatti | 02  | Jean-Pierre Wimille     |       | Bugatti T59          | Bugatti 3.3L I8 Kompressor              | M      |
| Automobiles Ettore Bugatti | 12  | Robert Benoist          |       | Bugatti T59          | Bugatti 3.3L I8 Kompressor              | M      |
| Automobiles Ettore Bugatti | 12  | Piero Taruffi           | DNS a | Bugatti T59          | Bugatti 3.3L I8 Kompressor              | M      |
| Auto Union AG              | 04  | Bernd Rosemeyer         |       | Auto Union B         | Auto Union 5.0L V16 Kompressor          | C      |
| Auto Union AG              | 06  | Achille Varzi b         |       | Auto Union B         | Auto Union 5.0L V16 Kompressor          | C      |
| Auto Union AG              | 10  | Hans Stuck              |       | Auto Union B         | Auto Union 5.0L V16 Kompressor          | C      |
| Auto Union AG              | 18  | Paul Pietsch            | DNS   | Auto Union B         | Auto Union 5.0L V16 Kompressor          | C      |
| Daimler-Benz AG            | 08  | Luigi Fagioli           |       | Mercedes-Benz W 25B  | Mercedes-Benz M 25 B 4.0L I8 Kompressor | C      |
| Daimler-Benz AG            | 22  | Manfred von Brauchitsch |       | Mercedes-Benz W 25B  | Mercedes-Benz M 25 B 4.0L I8 Kompressor | C      |
| Daimler-Benz AG            | 26  | Rudolf Caracciola       |       | Mercedes-Benz W 25B  | Mercedes-Benz M 25 B 4.0L I8 Kompressor | C      |
| Scuderia Subalpina         | 14  | Eugenio Siena           |       | Maserati 6C-34       | Maserati 3.7L I6 Kompressor             |        |
| Scuderia Subalpina         | 24  | Marcel Lehoux           |       | Maserati 6C-34       | Maserati 3.7L I6 Kompressor             |        |
| Scuderia Ferrari           | 16  | Tazio Nuvolari          |       | Alfa Romeo 8C-35     | Alfa Romeo 3.8L I8 Kompressor           | E      |
| Scuderia Ferrari           | 20  | Louis Chiron            |       | Alfa Romeo Tipo B/P3 | Alfa Romeo 3.2L I8 Kompressor           | E      |
| Scuderia Ferrari           |     | René Dreyfus            | RES   |                      |                                         | E      |
| Raymond Sommer             | 28  | Raymond Sommer          |       | Alfa Romeo Tipo B/P3 | Alfa Romeo 3.2L I8 Kompressor           | M      |
| Genaro Léoz-Abad           | 30  | Genaro Léoz-Abad        |       | Bugatti T51          | Bugatti 2.3L I8 Kompressor              |        |

### Startaufstellung
Die Startpositionen wurden nicht anhand der Trainingszeiten vergeben, sondern ausgelost.
| Wimille         |             | Rosemeyer |           | Varzi      |
|                 |             |           |           |            |
|                 | Fagioli     |           | Stuck     |            |
|                 |             |           |           |            |
| Benoist         |             | Siena     |           | Nuvolari   |
|                 |             |           |           |            |
|                 | (Pietsch) a |           | Chiron    |            |
|                 |             |           |           |            |
| von Brauchitsch |             | Lehoux    |           | Caracciola |
|                 |             |           |           |            |
|                 | Sommer      |           | Léoz-Abad |            |

### Rennergebnis
| Pos. | Fahrer                     | Konstrukteur  | Runden | Stopps | Zeit         | Start | Schnellste Runde | Ausfallgrund                                     | EM-Punkte |
| ---- | -------------------------- | ------------- | ------ | ------ | ------------ | ----- | ---------------- | ------------------------------------------------ | --------- |
| 01   | Rudolf Caracciola          | Mercedes-Benz | 30     |        | 3:09:59,4 h  | 13    | 6:09,3 min       |                                                  | 1         |
| 02   | Luigi Fagioli              | Mercedes-Benz | 30     |        | + 43,0 s     | 4     | 6:09,0 min       |                                                  | 2         |
| 03   | Manfred von Brauchitsch    | Mercedes-Benz | 30     |        | + 2:14,6 min | 11    | 6:10,3 min       |                                                  | 3         |
| 04   | Jean-Pierre Wimille        | Bugatti       | 30     |        | + 2:55,4 min | 1     | 6:12,6 min       |                                                  | 4         |
| 05   | Bernd Rosemeyer            | Auto Union    | 30     |        | + 5:51,6 min | 2     | 6:06,7 min       |                                                  | 4         |
| 06   | Robert Benoist             | Bugatti       | 29     |        | + 1 Runde    | 6     | 6:36,8 min       |                                                  | 4         |
| —    | Louis Chiron               | Alfa Romeo    | 27     |        | DNF          | 10    |                  | Motorschaden                                     | 4         |
| 07   | Raymond Sommer             | Alfa Romeo    | 27     |        | + 3 Runden   | 14    | 7:09,0 min       |                                                  | 4         |
| —    | Marcel Lehoux              | Maserati      | 25     |        | DNF          | 12    | 6:35,0 min       | Mechanik                                         | 4         |
| —    | Achille Varzi Paul Pietsch | Auto Union    | 23     |        | DNF          | 3     | 5:58,6 min       | Kraftübertragung                                 | 4 / -     |
| —    | Genaro Léoz-Abad           | Bugatti       | 21     |        | DNF          | 15    |                  | freiwillige Aufgabe wegen zu langsamer Fahrweise | 5         |
| —    | Hans Stuck                 | Auto Union    | 13     |        | DNF          | 5     | 6:11,1 min       | gebrochene Kupplungsscheibe                      | 6         |
| —    | Tazio Nuvolari             | Alfa Romeo    | 7      |        | DNF          | 8     | 6:32,5 min       | Aufhängungsschaden                               | 6         |
| —    | Eugenio Siena              | Maserati      | 1      |        | DNF          | 7     | 7:06,0 min       | Federbruch                                       | 7         |
| —    | Paul Pietsch               | Auto Union    |        |        | DNS          | 9     |                  |                                                  | 8         |